# Bremen (Alabama)
Bremen ist eine Siedlung auf gemeindefreiem Gebiet im Cullman County im US-Bundesstaat Alabama. Das U.S. Census Bureau hat bei der Volkszählung 2020 eine Einwohnerzahl von 8.859 ermittelt.
Bremen liegt ca. 60 km nördlich von Birmingham (Alabama). Die Stadt wurde 1860 als Empire gegründet, sie wurde 1879 umbenannt.

## Geographie
Bremen liegt im Norden Alabamas im Süden der Vereinigten Staaten. Es befindet sich etwa 21 Kilometer östlich des 733 Quadratkilometer großen William B. Bankhead National Forest sowie etwa 3 Kilometer südlich des 85 Quadratkilometer großen Lewis Smith Lake.
Nahegelegene Orte sind unter anderem Dodge City (5 km nordöstlich), Colony (7 km südöstlich), Good Hope (13 km nordöstlich) und Hanceville (18 km nordöstlich). Die nächste größere Stadt ist mit 212.000 Einwohnern das etwa 50 Kilometer südlich entfernt gelegene Birmingham.

## Geschichte
1860 wurde der Ort mit dem Namen Empire gegründet. Um Verwechslungen mit dem Ort Empire im nahegelegenen Walker County zu vermeiden, wurde der Name 1879 in Anlehnung an die Stadt Bremen in Deutschland geändert.

## Verkehr
Bremen liegt an der Alabama State Route 69, die 11 Kilometer östlich einen Anschluss an den Interstate 65 herstellt.
Etwa 32 Kilometer westlich befindet sich der Walker County Airport sowie 32 Kilometer nordöstlich der Cullman Regional Airport-Folsom Field, 50 Kilometer südlich außerdem der Birmingham-Shuttlesworth International Airport.

## Demographie
In Bremen wurde beim United States Census 1880 eine Einwohnerzahl von 51 festgestellt. Seitdem wurden bei keiner der nachfolgenden Volkszählungen für Bremen eigenständige Zahlen ausgewiesen.
Zum Zeitpunkt des United States Census 2000 hatte die Census County Division (CCD) Bremen, einschließlich der Siedlung Colony (teilweise zu Dodge City und teilweise zu Good Hope gehörend) 8198 Einwohner. Die Bevölkerungsdichte belief sich auf 33,2 Einwohner pro km2, mit 3158 Haushalten und 2488 Familien in dem CCD lebend. Von den Einwohnern waren 92,6 % Weiße, 5,98 % Schwarze und weniger als ein Prozent Angehörige anderer Races; weniger als ein Prozent waren Angehörige von zwei oder mehr Races, und in derselben Größenordnung bewegte sich die Zahl der Hispanics oder Latinos. Der Median des Alters war 37,3 Jahre, und 24,5 % der Bevölkerung war minderjährig. 8,5 % der Bewohner waren im Alter 18–24 Jahre, 28,8 % zwischen 25 und 44 Jahren, 26,1 % zwischen 45 und 64 Jahren und 12 % waren älter als 65 Jahre. Auf 100 Frauen kamen 101,4 Männer.
Laut der Volkszählung 2010 wohnten in dieser CCD 8283 Menschen in 3297 Haushalten und 2450 Familien. Es bestanden 4186 Wohneinheiten. 93,3 % der Bewohner waren Weiße, 4,4 % Afroamerikaner, 0,4 % Indianer und 0,2 % Asiaten. 0,5 % gehörten einer anderen Rasse an. 1,1 % gehörten zwei oder mehr Rassen an. 1,1 % der Bevölkerung haben lateinamerikanische oder spanische Vorfahren.